# Moscheea Centrală din Lagos
Moscheea Centrală din Lagos este o moschee din orașul Lagos, Nigeria. Aceasta este una dintre cele mai mari și mai celebre moschei din această țară, fiind moschee națională până în anul 1991.

## Istorie și arhitectură
Construită pentru prima dată în anul 1841, moscheea a fost folosită ca un locaș de cult modest pentru comunitatea musulmană din apropierea sa. Primul imam al moscheii a fost Alfa Salu, ocupând această funcție timp de 12 ani, între 1841-1853. De-a lungul timpului, moscheea a devenit din ce în ce mai mare, suferind numeroase renovări și devenind moscheea centrală a orașului. 
În anul 1914, orașul Lagos a fost declarat capitală a Nigeriei coloniale și a rămas așa și după anul 1960 când Nigeria și-a declarat independența față de Imperiul Britanic. Noul statut al orașului a necesitat existența unei moschei naționale pentru poporul nigerian. Astfel, moscheea centrală a orașului a devenit moschee națională. A jucat acest rol până în anul 1991 când capitala Nigeriei a fost mutată la Abuja, iar statutul de moschee națională a fost acordat Moscheii din Abuja.
Moscheea Centrală din Lagos este cea mai mare moschee din acest oraș și una dintre cele mai mari din întreaga Nigerie. Ea este localizată pe Insula Lagos, acea regiune din perimetrul zonei metropolitane a orașului Lagos unde se află principalele monumente ale orașului, printre care și Muzeul Național al Nigeriei, Palatul lui Oba sau Catedrala Bisericii lui Hristos. Construită într-un design modern, moscheea prezintă un dom și patru minarete.